# کلته زمور
گوئلتا زمور (یا گوئلتا زمور، تامازیت به معنای «استخر درخت زیتون») یک شهر یا روستای کوچک در بخش تحت کنترل مراکش در صحرای غربی در استان بوجدور قرار دارد.
این شهر در اطراف یک گولتا یا واحه قرار دارد و آب باران را برای مدت طولانی در خود نگه می‌دارد. این مکان برای صدها سال اردوگاه عشایر صحروی منطقه بود.
پس از عقب‌نشینی اسپانیا از صحرای آن زمان، این منطقه به عنوان یکی از مهم‌ترین پایگاه‌های نظامی برای چریک‌های بومی جبهه پولیساریو عمل کرد. از آنجایی که مراکش و موریتانی بر مستعمره سابق اسپانیا از شمال و جنوب بر اساس توافقنامه مادرید کنترل داشتند، گوئلتا زمور به عنوان یک نقطه توقف برای پناهندگان در مسیر کمپ‌های پناهندگان صحراوی در تندوف، الجزایر عمل کرد.
همچنین برای کنفرانس گوئلتا زمور در ۲۸ نوامبر ۱۹۷۵ در پاشنه کنفرانس عین بن تیلی مورد توجه قرار گرفت. گردهمایی Djema'a که قبلاً توسط اسپانیا حمایت می‌شد در شهر (در آن زمان تحت کنترل پولیساریو) برگزار شد، جایی که موافقت کرد از پولیساریو حمایت کند و خود را منحل کند تا جایی برای دولت آینده صحرای غربی باقی بماند. پولیساریو استدلال می‌کند که این جمهوری دموکراتیک عربی صحرای است، یک عامل دولت تبعیدی در تندوف، که در فوریه سال بعد اعلام شد.
در طول جنگ ۱۹۷۵–۱۹۹۱ بین پولیساریو و مراکش، چندین نبرد بر سر کنترل گوئلتا زمور رخ داد که سنگین‌ترین آن در ۲۴ تا ۲۷ مارس و ۱۳ اکتبر ۱۹۸۱ رخ داد. در حال حاضر، این شهر به عنوان بخشی از آنچه که ادعا می‌کند تحت کنترل مراکش است. به عنوان استان‌های جنوبی آن، اما وضعیت نهایی آن هنوز مشخص نشده‌است. اکنون یک پایگاه نظامی مراکشی با یک مرکز ارتباطات ماهواره ای در اختیار دارد و مناطق اطراف شهر (که نزدیک به برم مراکش است) به شدت مین گذاری شده‌است.
این شهر زادگاه محمد داداچ مدافع حقوق بشر صحرای است که طولانی‌ترین زندانی سیاسی مراکش است.
کلته زمور (به عربی: کلتة زمور) یک منطقهٔ مسکونی در صحرای غربی است که در استان بوجدور واقع شده‌است. کلته زمور ۱۹٫۵۱ کیلومتر مربع مساحت و ۶٬۷۴۰ نفر جمعیت دارد.